# Coscinedes oaxaca
Coscinedes oaxaca är en skalbaggsart som beskrevs av Martins och Maria Helena M. Galileo 2006. Coscinedes oaxaca ingår i släktet Coscinedes och familjen långhorningar. Inga underarter finns listade i Catalogue of Life.